# Inthaeron longipes
Espèce
Synonymes
- Sphingius longipes Gravely, 1931

Inthaeron longipes est une espèce d'araignées aranéomorphes de la famille des Cithaeronidae.

## Distribution
Cette espèce est endémique du Kerala en Inde,.

## Description
Le mâle décrit par Majumder et Tikader en 1991 mesure 5,7 mm.

## Systématique et taxinomie
Cette espèce a été décrite sous le protonyme Sphingius longipes par Gravely en 1931. Elle est placée dans le genre Inthaeron par Sankaran, Caleb et Sebastian en 2020.

## Publication originale
- Gravely, 1931 : « Some Indian spiders of the families Ctenidae, Sparassidae, Selenopidae and Clubionidae. » Records of the Indian Museum, vol. 33, p. 211-282.